# Ragnar Sigurðsson
Ragnar Sigurðsson (n. 29 iunie 1986) este un fundaș islandez de fotbal, care în prezent evoluează la clubul Fulham din Championship.